# Multimorbidität
Unter Multimorbidität oder Polymorbidität (lateinisch für Mehrfacherkrankung) versteht man das gleichzeitige Bestehen mehrerer Krankheiten bei einer einzelnen Person. Selten wird diese auch als Polypathie bezeichnet.
Da Mehrfacherkrankungen mit zunehmendem Alter vermehrt auftreten, stellt die Beschäftigung mit diesen einen besonderen Schwerpunkt der Geriatrie dar. Allerdings stellt die Multimorbidität prinzipiell keinen schicksalhaften Prozess dar. In vielen Fällen wäre mit entsprechenden Therapien und Pflegekonzepten Abhilfe möglich oder zumindest die Einschränkungen der Lebensqualität deutlich reduzierbar. Ein häufig beobachtetes Problem stellt die Multimedikation im Alter dar.
Die Datenlage zu Mehrfacherkrankungen in der Allgemeinbevölkerung ist unzureichend. Dies ist umso bedauerlicher, da Mehrfacherkrankungen einen anderen Zugang zum Patienten sowohl aus medizinischer wie organisatorischer Sicht erfordern. Dazu hat die Deutsche Gesellschaft für Gerontologie und Geriatrie (DGGG) eine Stellungnahme abgegeben.
Multimorbidität kann dazu führen, dass ein Krankheitssymptom nicht einer einzelnen (singulären) Ursache kausal zugeordnet werden kann.
In der Psychopathologie grenzt man mit Multimorbidität genauer die Kombination von psychischen Störungen mit körperlichen Erkrankungen ab.